# Kartograficzne metody prezentacji
Kartograficzne metody prezentacji – metody, których celem jest przedstawienie na mapie określonych treści w taki sposób, aby użytkownik mógł poprawnie je odczytać, posiadające na mapie swoją formę w postaci znaków kartograficznych niosących przypisane im treści.
Wyróżnia się poniższe metody prezentacji, przy czym należy pamiętać, że na mapach często stosowanych jest kilka metod naraz – np. na mapach ogólnogeograficznych metoda sygnaturowa (miasta rzeki itd.), zasięgów (zasięgi parków narodowych) i izoliniowa (poziomice).

## Metody jakościowe

### 1. Metoda sygnaturowa
- Sygnatury punktowe:
  - geometryczne – mają kształt prostych figur geometrycznych, ich kształt nie przypomina rzeczywistego kształtu przedstawianego obiektu, obowiązuje jednak zasada poglądowości znaku, zaletą sygnatur geometrycznych jest łatwość grupowania ich według kształtu przewodniego oraz dogodność przy oznaczaniu dokładnego położenia obiektu (łatwo wyznaczalny środek ciężkości)
  - obrazkowe – nawiązują swym kształtem do zewnętrznego wyglądu reprezentowanego obiektu, mogą przedstawiać cały obiekt, jego część lub produkt wytworzony przez dany dział produkcji, stosowane na mapach, w których nie jest wymagane bardzo dokładne umiejscowienie
  - literowe – mają postać liter umieszczonych w miejscu występowania danego obiektu na mapie
  - symboliczne – są rozwinięciem sygnatur geometrycznych w celu zwiększenia poglądowości znaku zgodnie z zasadą izomorfizmu treści i postaci
- Sygnatury liniowe:
  - geometryczne – abstrakcyjne
  - symboliczne – mogą nawiązywać do skojarzeń użytego koloru czy deseni z kolorem lub postacią rzeczywistych obiektów, np. niebieskie rzeki
  - obrazkowe – może być wyrażona obrazem widzianym z góry, np. tor kolejowy
- Sygnatury ilościowe

### 2. Metoda zasięgów

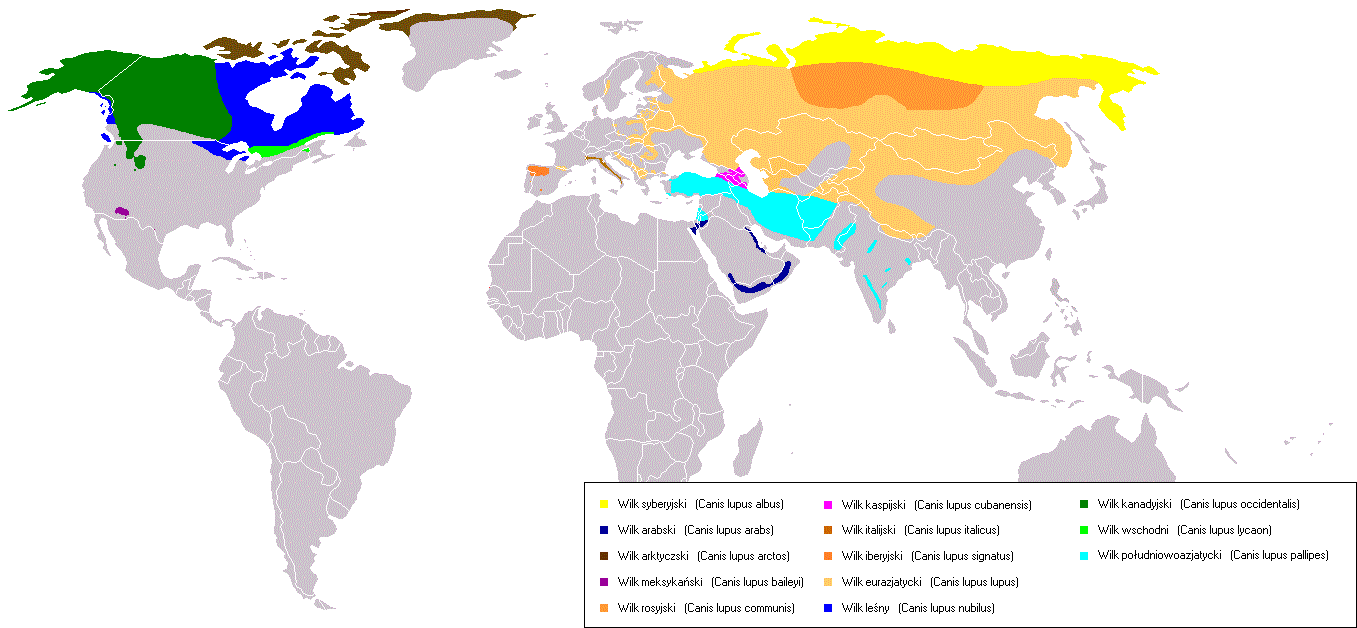
Mapa występowania wilka jako przykład mapy wykonanej metodą zasięgów

Służy ona do zaznaczania na mapie zjawisk rozproszonych. Linia zasięgu mówi nam, że w jej zakresie określone zjawisko występuje, ale nie na całym terenie. Możemy wyróżnić zasięgi otwarte, którymi są zasięgi wychodzące poza obszar ramki danej mapy i zasięgi zamknięte, które w całości mieszczą się na konkretnej mapie. Polega na oznaczeniu na mapie zasięgu występowania danego zjawiska. Stosuje się w niej elementy liniowe, punktowe i powierzchniowe, które są odczytywane w odniesieniu do powierzchni. Wyróżnia się:
- zasięg liniowy – za pomocą wyraźnej linii wydziela się określone obszary;

- zasięg plamowy – jest on przedstawiony za pomocą plamy, czyli obrysowanego linią obszaru wypełnionego kolorem lub deseniem;

- zasięg opisowy – określa w przybliżeniu występowanie danego zjawiska za pomocą napisu. Różnicuje się go za pomocą stosowania różnych krojów i wielkości pisma;

- zasięg sygnaturowy – polega na wprowadzaniu wewnątrz zasięgu liniowego odpowiedniej sygnatury oznaczającej zjawisko występujące na wyznaczonym obszarze mapy.

### 3. Metoda chorochromatyczna

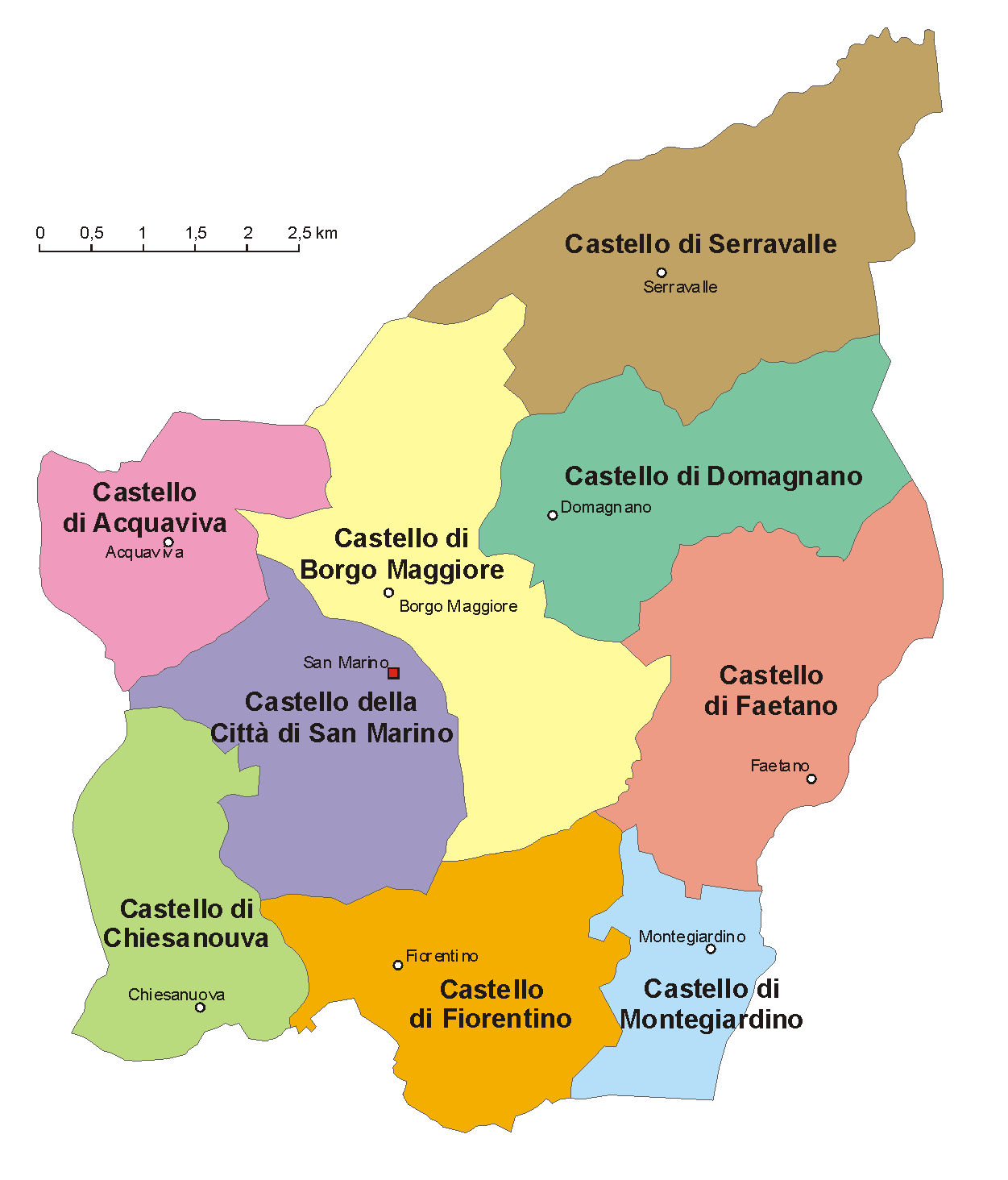
Mapa administracyjna jako przykład mapy wykonanej metodą chorochromatyczną

Zwana również metodą powierzchniową, metodą tła jakościowego, metodą tła barwnego. Jest to rozwinięcie metody zasięgu. Polega na podzieleniu powierzchni na pola (wzajemnie wykluczające się zasięgi) różne pod względem jakościowym, nie ma tu obszarów zachodzących na siebie, np. mapa użytkowania ziemi, polityczna, administracyjna. Powierzchnia mapy podzielona jest na regiony, może przedstawiać regionalizację. Regiony wykreślamy na podstawie wcześniejszych wskaźników, kryteriów określonych z góry. Często metoda ta stanowi tło mapy, na której umieszcza się szereg innych charakterystyk przedstawionych innymi metodami.

## Metody ilościowe

### 1.Kartodiagramy

Mapa wielkości miast jako przykład mapy wykonanej metodą kartodiagramu (kartodiagram punktowy prosty skokowy)

Jest to zbiór diagramów umiejscowionych w pozycji geograficznej, tzn. na mapie we wzajemnych stosunkach położenia lub w odniesieniu powierzchniowym. Każdy z poniższych rodzajów kartodiagramów należy do jednej z dwóch grup: kartodiagramów ciągłych lub kartodiagramów skokowych.
- kartodiagramy punktowe
  - kartodiagramy punktowe proste
  - kartodiagramy punktowe sumaryczne
  - kartodiagramy punktowe złożone
  - kartodiagramy punktowe strukturalne
  - kartodiagramy punktowe porównawcze
  - kartodiagramy punktowe dynamiczne
- kartodiagramy powierzchniowe
  - kartodiagramy powierzchniowe naturalne
    - kartodiagramy powierzchniowe naturalne proste
    - kartodiagramy powierzchniowe naturalne sumaryczne
    - kartodiagramy powierzchniowe naturalne złożone
    - kartodiagramy powierzchniowe naturalne strukturalne
    - kartodiagramy powierzchniowe naturalne porównawcze
    - kartodiagramy powierzchniowe naturalne dynamiczne

  - kartodiagramy powierzchniowe geometryczne
    - kartodiagramy powierzchniowe geometryczne proste
    - kartodiagramy powierzchniowe geometryczne sumaryczne
    - kartodiagramy powierzchniowe geometryczne złożone
    - kartodiagramy powierzchniowe geometryczne strukturalne
    - kartodiagramy powierzchniowe geometryczne porównawcze
    - kartodiagramy powierzchniowe geometryczne dynamiczne

  - kartodiagramy powierzchniowe eumorficzne
    - kartodiagramy powierzchniowe eumorficzne proste
    - kartodiagramy powierzchniowe eumorficzne sumaryczne
    - kartodiagramy powierzchniowe eumorficzne złożone
    - kartodiagramy powierzchniowe eumorficzne strukturalne
    - kartodiagramy powierzchniowe eumorficzne porównawcze
    - kartodiagramy powierzchniowe eumorficzne dynamiczne
- kartodiagramy liniowe
  - kartodiagramy wektorowe
    - kartodiagramy wektorowe zasięgowe
    - kartodiagramy wektorowe potokowe

  - kartodiagramy wstęgowe
    - kartodiagramy wstęgowe proste
      - kartodiagramy wstęgowe proste jednokierunkowe
      - kartodiagramy wstęgowe proste dwukierunkowe

    - kartodiagramy wstęgowe złożone
    - kartodiagramy wstęgowe sumaryczne
      - kartodiagramy wstęgowe sumaryczne jednokierunkowe
      - kartodiagramy wstęgowe sumaryczne dwukierunkowe
      - kartodiagramy wstęgowe sumaryczne dwukierunkowe wycinkowe

    - kartodiagramy wstęgowe strukturalne
    - kartodiagramy wstęgowe porównawcze
    - kartodiagramy wstęgowe dynamiczne
    - kartodiagramy wstęgowe izochroniczne
- kartotypogramy

### 2.Metoda kropkowa

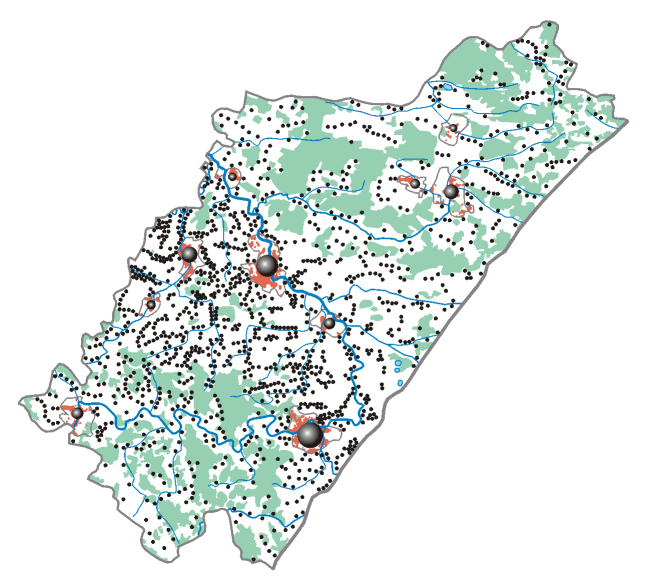
Mapa ludności wiejskiej jako przykład mapy wykonanej metodą kropkową (metoda kropkowa topograficzna jednowagowa)

Jest metodą ciągłą, polega na zastąpieniu sygnatury kropką reprezentującą nie jeden obiekt, lecz ich pewną liczbę, która nazywa się wagą kropki
- metoda kropkowa topograficzna
  - metoda kropkowa topograficzna jednowagowa
  - metoda kropkowa topograficzna różnowagowa
- metoda kropkowa kartogramiczna
  - metoda kropkowa kartogramiczna jednowagowa
  - metoda kropkowa kartogramiczna różnowagowa

### 3.Kartogramy

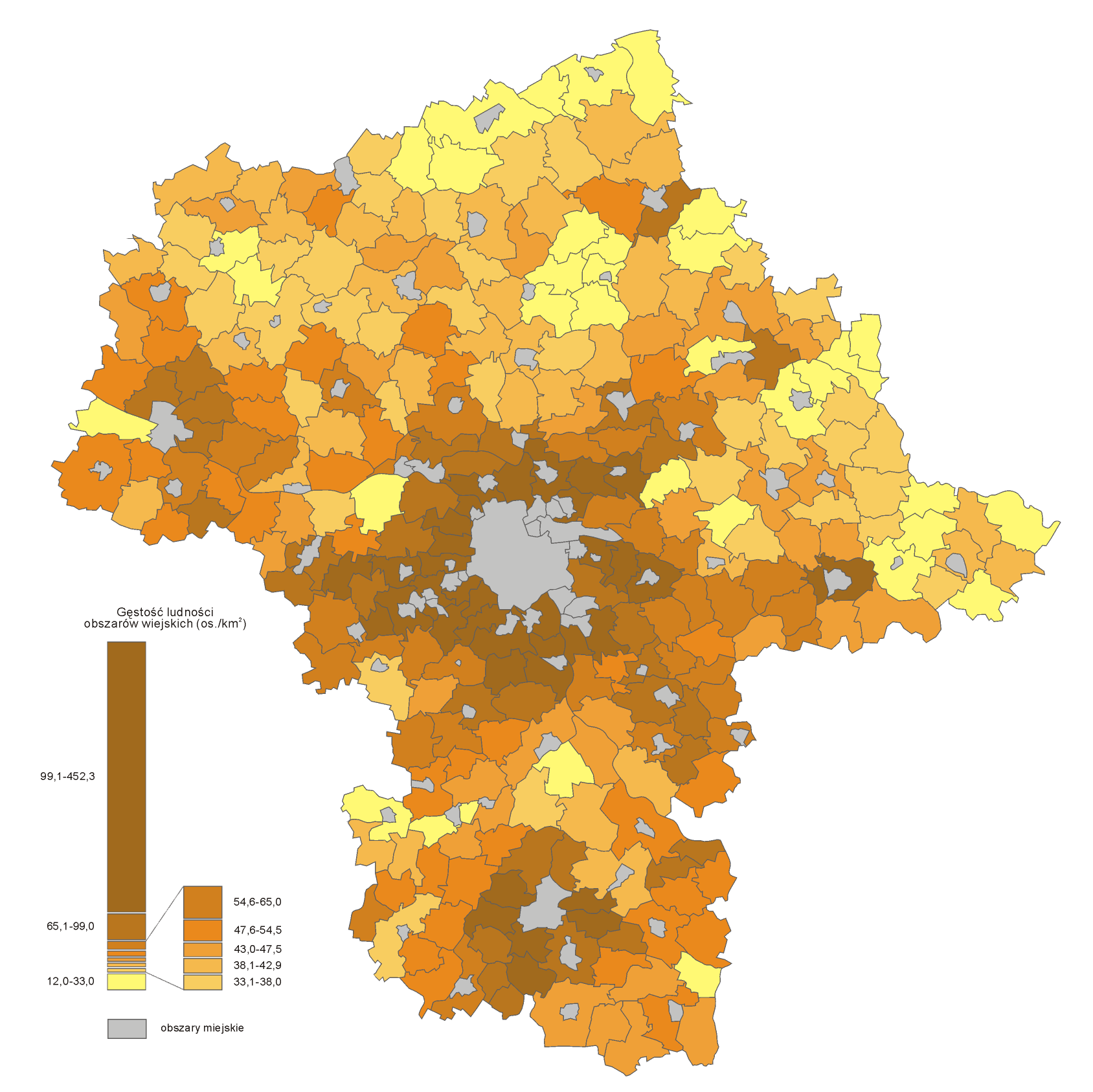
Mapa gęstości zaludnienia jako przykład mapy wykonanej metodą kartogramu (kartogram właściwy prosty)

Przedstawiają średnią intensywność zjawiska, w granicach określonych pól odniesienia
- kartogramy właściwe (kartogramy skokowe)
  - kartogramy proste
    - kartogramy proste jednorodne
    - kartogramy proste kwalifikatywne
    - kartogramy proste selektywne (kartogramy proste przeciwstawne)
    - kartogramy proste desenia kropkowego
    - kartogramy proste geometryczne

  - kartogramy złożone
  - kartogramy strukturalne
    - kartogramy strukturalne ciągłe
    - kartogramy strukturalne skokowe
    - kartogramy strukturalne selektywne
- kartogramy ciągłe
- kartogramy bryłowe
- kartogramy eumorficzne (anamorficzne)
- pseudokartogramy
- metoda dazymetryczna (kartogram dazymetryczny) – ukazuje obszary posiadające zjawiska takiej samej gęstości, przy czym wyraz liczbowy tej gęstości ma charakter skokowy.
- kartogramy diagramiczne (czasem opisywane razem z kartodiagramami)

### 4. Metoda izolinii

Mapa wysokości jako przykład mapy wykonanej metodą izoliniową (izolinie natężenia → linie izometryczne)

Izolinie są liniami łączącymi jednakowe wartości liczbowe zjawiska. Za pomocą izolinii przedstawia się zjawiska charakteryzujące się ciągłą przestrzenną zmiennością natężenia (np. wysokości n.p.m.), ale także zjawiska występujące wyspowo, które mogą być interpretowane jako ciągłe, jeżeli zostaną odniesione do innego zjawiska o charakterze ciągłym (gęstość zaludnienia, lesistość) – są to tzw. izoplety (pseudoizolinie).
- izolinie natężenia
  - linie izometryczne (np. poziomice)
  - izarytmy
    - izarytmy rzeczywiste (np. izotermy, izohiety, izogony)
    - izarytmy teoretyczne (izarytmy abstrakcyjne, izoplety)
- izolinie odległości (ekwidystanty)
- izolinie ruchu
  - izotachy
  - izochrony
  - izodaty